# Манга, Эду
Эдуардо Антонио дос Сантос (род. 2 февраля 1967 года), более известный как Эду Манга — бразильский футболист, завершивший игровую карьеру, полузащитник, игрок национальной сборной.

## Клубная карьера
Эду Сантос начинал карьеру в клубе «Палмейрас» .В 1989 году полузащитник перешёл в мексиканский клуб «Америка» из Мехико. В первом сезоне бразилец забил 20 голов в 32 матчах и помог своей команде выиграть чемпионат Мексики. В 1993 году Эду Сантос перешёл в японский клуб «Симидзу С-Палс», в составе которого дошёл до финала кубка японской лиги. После сезона в Японии полузащитник играл в чемпионатах Мексики, Эквадора, Испании, Чили и Бразилии.

## Сборная Бразилии
Эду Манга играл за сборную Бразилии по футболу в 1987—1989 годах. В составе сборной полузащитник сыграл 10 матчей и был в заявке на Кубке Америки 1987 года.